# Amtsgericht Hohenstein
Das Amtsgericht Hohenstein war ein preußisches Amtsgericht mit Sitz in Hohenstein, Ostpreußen.

## Geschichte
In Hohenstein bestand bis 1849 das Land- und Stadtgericht Hohenstein und danach die Gerichtskommission Hohenstein des Kreisgerichtes Osterode. Im Rahmen der Reichsjustizgesetze wurden die bestehenden Gerichte aufgehoben und einheitlich Amtsgerichte gebildet. Das königlich preußische Amtsgericht Hohenstein wurde mit Wirkung zum 1. Oktober 1879 als eines von zehn Amtsgerichten im Bezirk des Landgerichtes Allenstein im Bezirk des Oberlandesgerichtes Königsberg gebildet. Der Sitz des Gerichtes war Hohenstein. Sein Gerichtsbezirk umfasste aus dem Kreis Osterode in Ostpreußen den Stadtbezirk Hohenstein und die Amtsbezirke Hohenstein, Kurken, Manchenguth, Platteinen, Großpötzdorf, Seewalde, Wittgwalde und Wittmannsdorf sowie der Forstschutzbezirk Giballen aus dem Amtsbezirk Reichenau. Am Gericht bestanden 1880 zwei Richterstellen. Das Amtsgericht war damit ein kleines Amtsgericht im Landgerichtsbezirk.
Im Jahre 1945 wurde der Amtsgerichtsbezirk unter polnische Verwaltung gestellt, und die deutschen Einwohner wurden vertrieben. Damit endete auch die Geschichte des Amtsgerichtes Hohenstein.